# Calliderma
Calliderma — рід грибів родини ентоломові (Entolomataceae). Назва вперше опублікована 1994 року.

## Класифікація
До роду Calliderma відносять 3 види:
- Calliderma pruinatocutis
- Calliderma rubrofuca
- Calliderma tucuchense